# Отузка
Оту́зка (также Отуз, Отузы; укр. Отузка, крымскотат. Otuz, Отуз) — река в юго-восточном Крыму. Впадает в Чёрное море в посёлке Курортное (Нижний Отуз). Длина реки 4 км, площадь водосбора 77 км², среднемноголетний сток, на гидропосте Щебетовка, составляет 0,069 м³/сек, уклон реки — 11,8 м/км, в устье — 0,093 м³/сек. Питание реки дождевое, снеговое и подземное. Относится к группе самых селеопасных рек юго-восточного склона Крымских гор.

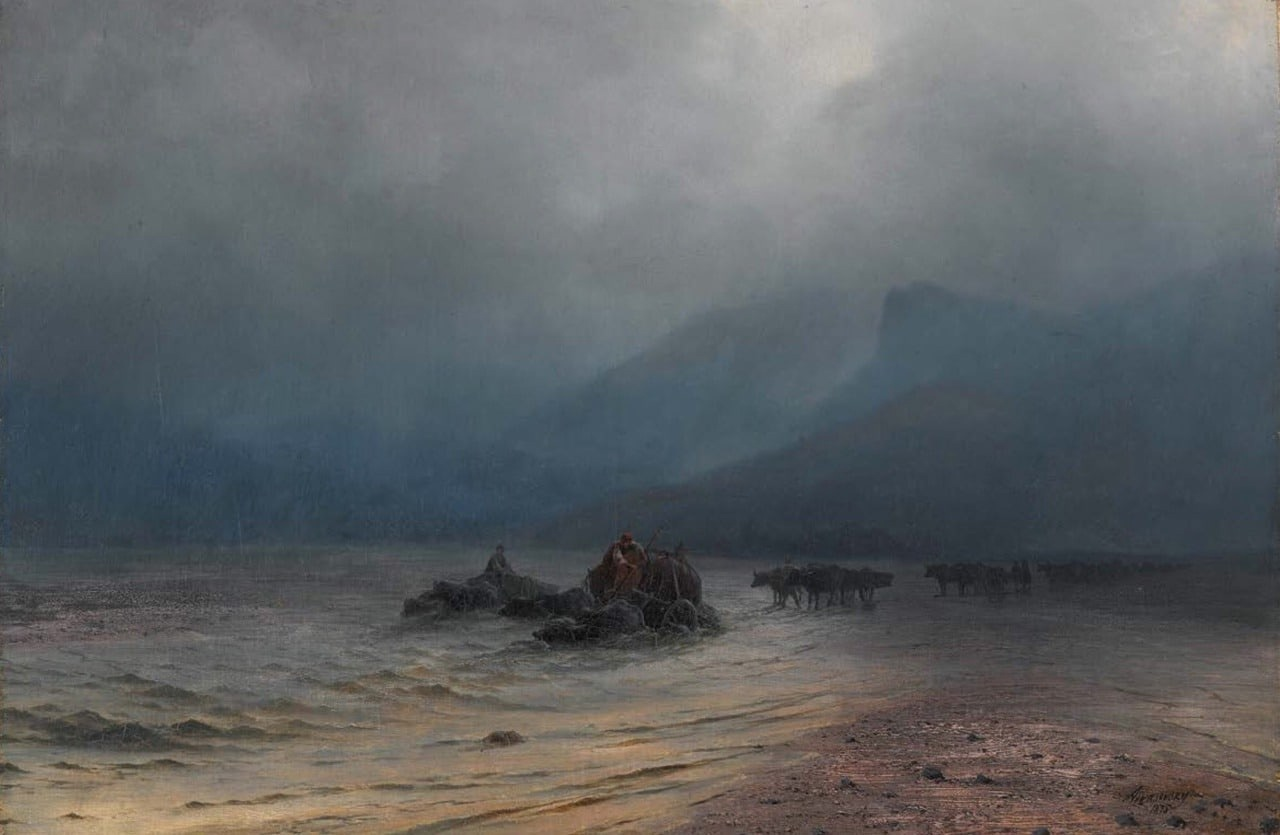
Айвазовский «Дождь и разлив реки Отуз в Крыму». 1875 г.

Истоком реки считается место слияния ручьёв Монастырский (Кизилташский) и Кабакташский у посёлка Щебетовка (Отуз). Впадает в Чёрное море в посёлке Курортное на территории старинного парка. Недалеко от устья Отузки у западного подножия Кара-Дага находится научный посёлок Карадагского заповедника, биостанция, Музей природы заповедника, аквариум с морскими обитателями и дельфинарий. На карте в путеводителе Москвича применён вариант названия реки Копермам

## Притоки
Правый приток Отузки — Монастырский (Кизилташский) ручей длиной 12 км. Монастырским ручей называется по расположенному в верховьях Кизилташскому мужскому монастырю, который был основан в 1858 году. Левых притоков два — Кабакташский ручей (Коперлюм, Коперлюч), длиной 9,1 км и балка Суатская, длиной 3,2 км.